# 詹金斯陨石坑
詹金斯陨石坑(Jenkins)是位于月球正面东部赤道区的一座古老大撞击坑，约形成于酒海纪，其名称取自美国天文学家路易斯·弗里兰·詹金斯(Louise Freeland Jenkins，1888年-1970年)，1982年被国际天文学联合会正式批准接受。

## 描述

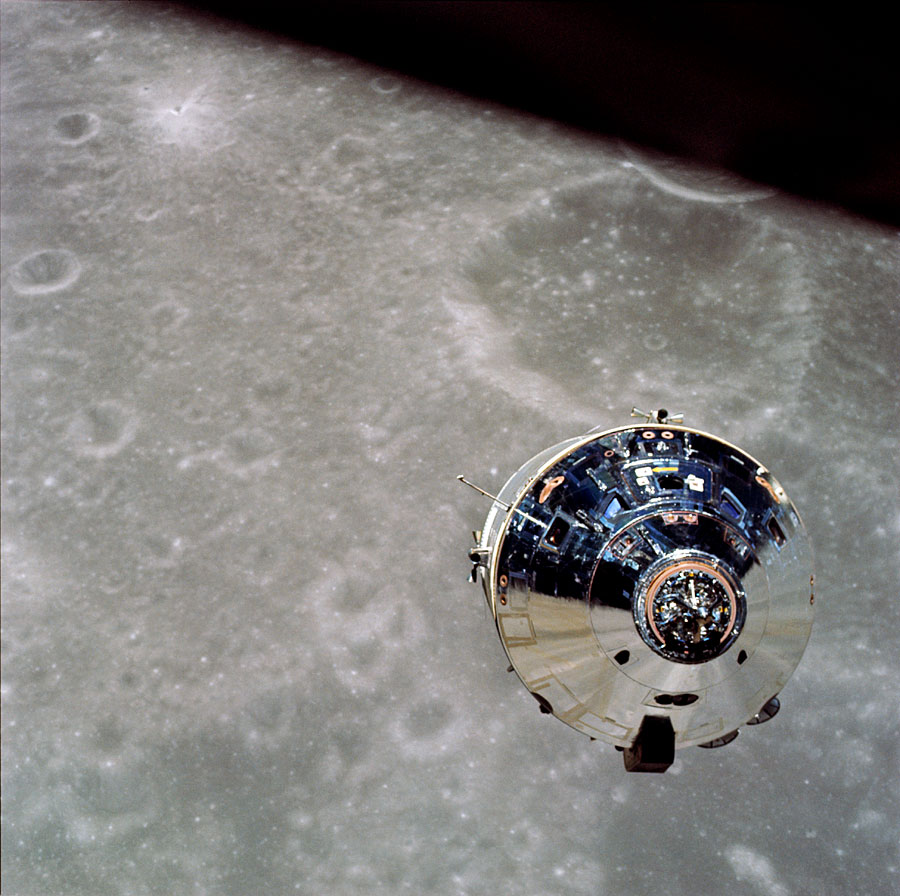
阿波罗10号指令/服务舱，背景是詹金斯陨石坑。

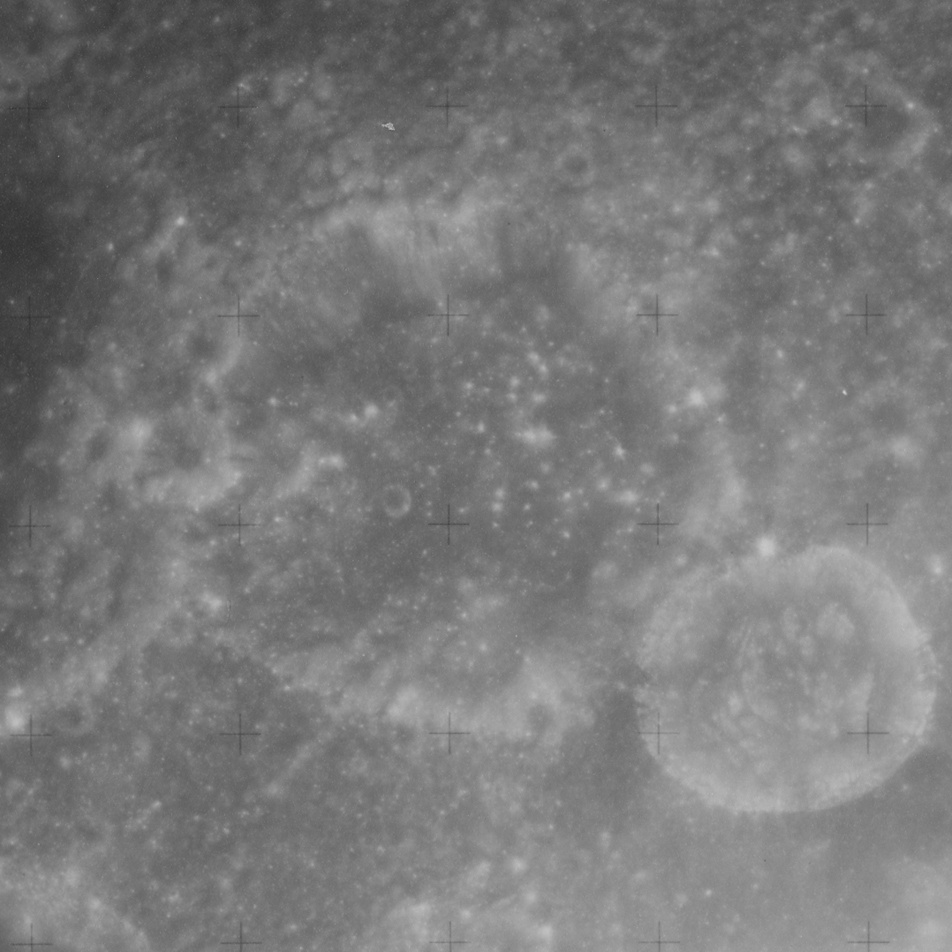
阿波罗16号测绘相机拍摄的图像

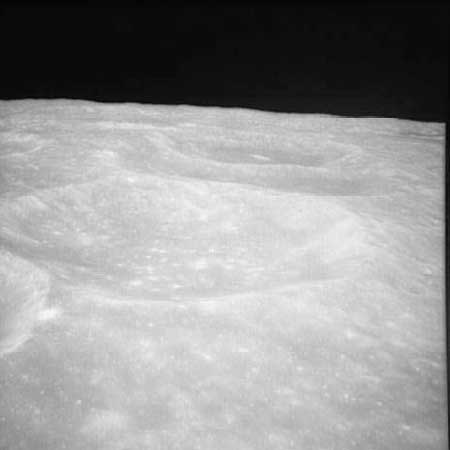
阿波罗10号拍摄的詹金斯陨石坑西向斜视图，后面为诺比利陨石坑。

该陨坑西侧毗邻诺比利陨石坑；西北靠近刘维尔陨石坑；贝克环形山和舒伯特环形山位于它的东北；它的南面和西南则是范弗莱克陨石坑和魏尔斯特拉斯陨石坑。詹金斯陨石坑西北坐落着浪海、东面濒临史密斯海。陨坑的中心月面坐标为0°22′N 78°02′E / 0.37°N 78.04°E，直径37.8公里，
深度约3.04公里。
詹金斯陨石坑外观呈多边形状，坑壁已被侵蚀和磨损。小陨坑"舒伯特 J"附靠在它的东南外壁。该陨坑内侧壁狭窄，西侧坑壁上覆盖有二座小陨坑。陨坑壁平均高出周边地形1010米，内部容积约有1100公里³。碗状的坑底表面平坦，除数座细小的陨坑外，无中央峰等其它典型地貌结构。
詹金斯陨石坑和诺比利陨石坑分别从东西二侧切入到直径更大的卫星坑"舒伯特 X"中，三者共同构成了一串沿赤道分布的线型链坑。
在1982年国际天文学联合会重新更名前，该陨坑曾被指名为卫星坑"舒伯特 Z"。

## 另请参阅
- Andersson, L. E.; Whitaker, E. A. . NASA RP-1097. 1982.
- Blue, Jennifer. . USGS. July 25, 2007  [2007-08-05]. （原始内容存档于2020-05-30）.
- Bussey, B.; Spudis, P. . New York: Cambridge University Press. 2004. ISBN 978-0-521-81528-4.
- Cocks, Elijah E.; Cocks, Josiah C. . Tudor Publishers. 1995. ISBN 978-0-936389-27-1.
- McDowell, Jonathan. . Jonathan's Space Report. July 15, 2007  [2007-10-24]. （原始内容存档于2012-05-26）.
- Menzel, D. H.; Minnaert, M.; Levin, B.; Dollfus, A.; Bell, B. . Space Science Reviews. 1971, 12 (2): 136–186. Bibcode:1971SSRv...12..136M. doi:10.1007/BF00171763.
- Moore, Patrick. . Sterling Publishing Co. 2001. ISBN 978-0-304-35469-6.
- Price, Fred W. . Cambridge University Press. 1988. ISBN 978-0-521-33500-3.
- Rükl, Antonín. . Kalmbach Books. 1990. ISBN 978-0-913135-17-4.
- Webb, Rev. T. W.  6th revised. Dover. 1962. ISBN 978-0-486-20917-3.
- Whitaker, Ewen A. . Cambridge University Press. 1999. ISBN 978-0-521-62248-6.
- Wlasuk, Peter T. . Springer. 2000. ISBN 978-1-85233-193-1.